# Leonardo Reale
Leonardo Reale (Buenos Aires, 29 de enero de 1975) es un bailarín, maestro y coreógrafo argentino; fundador y presidente de la asociación civil Danzar por la Paz, realiza galas de Ballet y Danza a beneficio de Unicef. En 2022 incursionó en la escritura y publicó el libro para niños La Odisea de los Animales. Desde 2014 es maestro del Ballet Contemporáneo del Teatro San Martín, en Buenos Aires.

## Estudios
Inició sus estudios de ballet en la Escuela Nacional de Danzas “María Ruanova” de la ciudad de Buenos Aires. Posteriormente ingresó al Instituto Superior de Arte del Teatro Colón en donde egresó en 1994. La Fundación Teatro Colón le otorgó una beca de estudios, por ser el alumno más destacado de la carrera de Danza. Al mismo tiempo que realizaba los estudios en el Instituto del Colón, hizo cursos de perfeccionamiento en Argentina con los maestros Roberto Dimitrievitch y Leandro Regueiro; y, en el Centro Pro Danza de Cuba, dirigido por la maestra Laura Alonso. 
Integró el Joven Ballet de Maximiliano Guerra; el Ballet Juvenil de Argentina, con dirección de Raúl Candal; y la Joven Guardia del Centro Pro Danza de Cuba, con la dirección de Laura Alonso.

## Carrera
En 1995 ingresa por concurso al Ballet Estable del Teatro Colón, interviniendo en el extenso repertorio de la compañía, realizando roles de solista y de primer bailarín de las principales obras presentadas por la compañía como Le Corsaire, versión Kirov Ballet; Notre Dame de París, de Roland Petit; El niño brujo de Jack Carter; Giselle, de Gustavo Mollajoli; Coppélia, de Enrique Martínez; La fille mal gardée, de Frederick Ashton; La bella durmiente, P. Wright; Nuestro Valses, de Vicente Nebrada; Napoli y La sílfide, de Auguste Bournonville;  Juego de cartas, de John Cranko; Romeo y Julieta, de Oscar Araiz; Rubíes, de George Balanchine; El lago de los cisnes, de Raúl Candal; Despedida Julio Bocca en Luna Park.
En 2001 la Fundación Teatro Colón lo elige para representar al Ballet Estable en el Concurso Internacional de Moscú.
A partir de 2000 inició su carrera internacional, fue invitado por Ricardo Bustamante para bailar roles solistas en Giselle, versión de Ivan Nagy, y la La bella durmiente con el Ballet de Santiago en Chile; en 2001 bailó en el Festival Internacional de Ballet de Miami. Dos años después, en 2003, viajó a Portugal para participar en el Festival de Sintra; luego en 2004 tuvo dos invitaciones importantes la Primera Gala Internacional de Danza en Punta del Este, Uruguay; y el 19 Festival Internacional de La Habana. Posteriormente y hasta 2008, siguió representando a Argentina en galas internacionales.
Desde 2004, paralelamente con su carrera de bailarín, incursionó en otras áreas de la danza. Así, desde 2004 y hasta 2020, fue director artístico y maestro del Ballet Metropolitano de Buenos Aires, con el auspicio de la Asociación Arte y Cultura, presidente Juan Lavanga. Con esta compañía realizó diferentes espectáculos dirigidos al público infantil, con coreografías propias, creadas para el “Ciclo Vamos al Ballet” de la Fundación KONEX, presidida por el Dr Luis Ovsejevich, realizadas entre los años 2011 y 2020, sobre idea de Juan Lavanga y presentados en la Ciudad Cultural KONEX: El Cascanueces y las Princesas Encantadas, Pinocho y Coppelia, El Cascanueces y el Rey de los Ratones con las Princesas Encantadas, El Lago de los Cisnes y las Princesas Encantadas, La Bella Durmiente y las Hadas Encantadas, La Bella Durmiente, Coppelia y Swanilda y el Festival Tchaikovsky para Chicos. Con esta compañía realizó giras por Argentina, Uruguay, Colombia, Rusia y Chile. Con motivo de su nombramiento como Embajador de Paz y del Ballet Metropolitano como Embajada de Paz, en 2009 organiza y dirige la “Gira por la Paz”, por el Gran Buenos Aires y el Sur de Argentina. En 2011 dirige el espectáculo “Tributo a Neglia” con la participación de Sergio Neglia y Cecilia Figaredo. En 2012 dirige una gira a Rusia —Tyumen, Samara, Saratov, Sochi y Moscú— que fue declarada de Interés Cultural por la Cancillería de Argentina y por la Secretaría de Cultura de la Nación. Considerada la primera compañía de ballet argentina en bailar en Moscú. En 2014 dirigió artísticamente la “Primera Gala Solidaria” de la primera bailarina del Royal Ballet de Londres Marianela Núñez, organizada por el Municipio de San Martín y la Asociación Arte y Cultura. Ese mismo año, con motivo de los 10 años del Ballet Metropolitano de Buenos Aires, dirigió una gira denominada “Bastones Dorados” por la Comisión Directiva de la Asociación Arte y Cultura, por ser una de las obras más emblemáticas de la compañía, y que con tanto éxito fue recibida en sus giras por Colombia y la federación Rusa. 
Como coreógrafo crea, entre otras, para el Ballet Metropolitano de Buenos Aires Allegro Tchaikovsky, Fantasía¨ sobre temas de Tchaikovsky, Valses de Viena y Suite Taurina, estas dos últimas obras repuestas para el Ballet Oficial de Córdoba (Argentina); Valses y Copas realizada en la Gala de Estrellas Internacionales del Ballet¨de Cincinatti; Bastones Dorados interpretada en 2019 por el Ballet Oficial de Córdoba, Ballet Oficial de Tucumán y Buenos Aires Ballet, este último llevó la obra como repertorio al Festival de La Habana en 2016; Insenzatez creada para los primeros bailarines Federico Fernández (Teatro Colón) y Claudia Mota (Municipal de Río de Janeiro) y luego realizada por el Dimensions Dance Theatre Of Miami en la Gala Dance For Peace en 2019 en Miami; Tangos del Plata, creada para la Gala Latina Internacional de Danza en Chile y luego realizada por el Ballet Oficial de Tucumán, Ballet Oficial de Córdoba, Dimensions Dance Theatre of Miami y en su versión solo protagónico “Malandra” por Ciro Mansilla, bailarín solista del Ballet de Stuttgart, Alemania.
En 2018, junto a Guido De Benedetti, funda la “Compañía Danza Argentina” que tuvo su debut en Argentina ese mismo año con coreografías de Oscar Araiz, Mauricio Wainrot y Guido De Benedetti, bajo la producción ejecutiva de Sebastián Alanis.
En julio de 2023 estrenó la obra La odisea de los animales, un ballet infantil basado en su libro homónimo, donde además realizó el guion, la coreografía y la dirección general, además de participar en un papel actoral. Fue llevada a escena por el Koi Ballet de Argentina. La obra fue nominada al Premio Hugo Federales. Ese mismo año recibe una invitación de la compañía Dimensions Dance Theatre of Miami y crea "Tango Cristal", una obra con música del pianista y compositor argentino Mariano Mores. En enero de 2024, una sección de esta obra fue utilizada en un video corto en donde participaron los bailarines de la compañía de Miami y acompañados al piano por Gabriel Mores, nieto del compositor; obra que fue nominada a los Grammy Music Award.

## Danzar por la Paz
La gala Danzar por la Paz nace en 2014, un espectáculo de ballet en donde participan figuras reconocidas nacionales e internacionales y compañías de danza, como un medio para recaudar fondos para los programas que realiza Unicef por los niños, niñas y adolescentes, en los diferentes países que se presentó la gala. Tuvo su debut en el año 2014, en el emblemático Teatro Nacional Cervantes de la ciudad de Buenos Aires. Hasta 2022 se habían realizado 17 ediciones en Argentina, Chile, Estados Unidos, Brasil y Uruguay, siempre a beneficio de Unicef.
La gala recibió la Distinción de Interés Cultural de la Legislatura de la Ciudad de Buenos Aires en 2022, por la diputada Marilú González Estevarena.

## Obra coreográfica
| Año de estreno | Obra                                                                | Compañía de estreno | Otras compañías                                                                                          |
| -------------- | ------------------------------------------------------------------- | --- | --- |
| 2004           | Taurina                                                             | Silvina Vaccarelli y Leonardo Reale Ballet Estable del Teatro Colón                                                                              | Karina Olmedo Carla Vincelli Edgardo Trabalón (Primeros bailarines del Ballet Estable del Teatro Colón   |
| 2005           | Valses y Copas                                                      | Gala de Estrellas Internacionales del Ballet de Cincinatti                                                                                       | |
| 2008           | Valses de Viena                                                     | Ballet Metropolitano de Buenos Aires | Ballet Oficial de la Provincia de Córdoba                                                                |
| 2009           | Suite Taurina                                                       | Ballet Metropolitano de Buenos Aires | *Ballet Teatro Argentino de La Plata *Ballet Oficial de la Provincia de Córdoba                          |
| 2009           | Bastones Dorados                                                    | Ballet Metropolitano de Buenos Aires | *Ballet Oficial de la Provincia de Córdoba *Ballet Oficial de Tucumán *Buenos Aires Ballet               |
| 2009           | Fantasía + Allegro Tchaikovsky                                      | Ballet Metropolitano de Buenos Aires | |
| 2010           | Tiempo Opuesto                                                      | Ballet Metropolitano de Buenos Aires | |
| 2011           | Pañuelos del Viento                                                 | Ballet Metropolitano de Buenos Aires | |
| 2011           | Noche de Verbena                                                    | Ballet Metropolitano de Buenos Aires | |
| 2011           | El Cascanueces y las Princesas Encantadas                           | Ballet Metropolitano de Buenos Aires | |
| 2012           | Pampa Universal                                                     | Ballet Metropolitano de Buenos Aires | |
| 2012           | Anna y Hans, El Brindis                                             | Koi Ballet, Argentina Con Franco Cadelago y Ciro Mansilla (bailarines invitados)                                                                 | |
| 2013           | Pinocho y Coppelia                                                  | Ballet Metropolitano de Buenos Aires | |
| 2013           | Insenzatez                                                          | Federico Fernández (Primer bailarín del Ballet Estable del Teatro Colón) Claudia Mota (Primera bailarina del Ballet Municipal de Río de Janeiro) | Dimensions Dance Theatre of Miami                                                                        |
| 2014           | El Cascanueces y el Rey de los Ratones con las Princesas Encantadas | Ballet Metropolitano de Buenos Aires | |
| 2014           | Tangos del Plata                                                    | Gala Latina Internacional de Danza, Chile | *Ballet Oficial de la Provincia de Córdoba *Ballet Oficial de Tucumán *Dimensions Dance Theatre of Miami |
| 2015           | El Lago de los Cisnes y las Princesas Encantadas                    | Ballet Metropolitano de Buenos Aires | |
| 2016           | Scherezade                                                          | Ballet Metropolitano de Buenos Aires Con Matias Iaconiani (Primer bailarín Ballet del Sud, Italia)                                               | |
| 2017           | La Bella Durmiente y las Hadas Encantadas                           | Ballet Metropolitano de Buenos Aires | |
| 2018           | La Bella Durmiente                                                  | Ballet Metropolitano de Buenos Aires | |
| 2019           | Coppelia y Swanilda                                                 | Ballet Metropolitano de Buenos Aires | |
| 2020           | Festival Tchaikowsky para Chicos (virtual)                          | | |
| 2021           | Arrabaleando                                                        | Nara Gallardo Houston Ballet Academy | |
| 2023           | La odisea de los animales                                           | Koi Ballet | |
| 2023           | Tango Cristal                                                       | Dimensions Dance Theatre of Miami Con la participación del músico Gabriel Mores                                                                  | |

## Libros
En el año 2022 escribió su primer cuento infantil, “La Odisea de los Animales”. Fue publicado por la Editorial Autores de Argentina y presentado el 28 de julio de 2022 en Buenos Aires, en el Patio Bullrich Gourmand Food Hall; posteriormente, el 15 de octubre de ese mismo año fue presentado en la Biblioteca “Federico García Lorca” del Club Español de la ciudad de Rosario. El libro tiene formato digital (Amazon Kindle) y físico.

## Premios y reconocimientos
- 1992: Medalla de Plata del Concurso Interamericano de Danza Académica
- 1992: Premio Eduardo Caamaño en el II Concurso Internacional de Ballet y Danza de Buenos Aires.
- 2004: Premio Clarín Revelación Danza[18]
- 2008:
  - El Correo Argentino ilustra con su imagen el sello postal que conmemora el Centenario del Teatro Colón,[19] galardonado en Austria en el Concurso ¨Yehudi Menuhin¨.
  - Es nombrado ¨Embajador de Paz¨ por Mil Milenios de Paz y Fundación Paz, Ecología y Arte, Mensajeros de Paz de la UNESCO, auspiciado por Naciones Unidas (CINU). Por tal designación es invitado para participar en las jornadas del ¨DIA DE LA NO VIOLENCIA¨ realizadas en las Naciones Unidas.[5]
- 2016: Distinguido como Personalidad Destacada en el ámbito de la Cultura de la Ciudad Autónoma de Buenos Aires[20]
- 2017: Premios Luisa Vehil “Mención Especial” como coreógrafo y director artístico del Encuentro Danzar por la Paz a beneficio Unicef.[21]